# インドネシアの歴史
インドネシア史（インドネシアし）では、インドネシアの歴史について述べる。
大まかに分類しても70余の民族が居住する多民族国家であるインドネシア共和国に国のまとまりが生まれたのは比較的新しく、狭義のインドネシア史は第二次世界大戦後の独立時代に過ぎない。そもそも、この地域が始めて一つの政治体によって統一されたのは、17世紀に建設が始まり20世紀初頭にようやく完成をみたオランダ領東インドの時代が最初であった。

## 先史時代
この地域での人類の活動は、スンダランドが陸化する以前の更新世の時代にまで遡る。スンダランドとは、氷期に陸化していたスンダ陸棚のことである。1890年11月末、ジャワ島中部のソロ川上流にあるトリニルの洪積層で、オランダ人軍医、ウジェーヌ・デュボアが、下顎の骨を発見し、翌年の秋ごろに同じ場所で頭蓋骨を発掘した。さらに翌年、その頭蓋骨の発掘場所から15mほど上流で、大腿骨を発見した。これらが現在ジャワ原人として知られる直立猿人の発見だった。デュボアの発見後も、ジャワ島の中部・東部地方を中心に、石器とともに原人や旧人の化石人骨が発見され、旧石器時代にこの地域で人類が活動していたことが確実となった。他にも、旧石器時代に生存した人類として、メガントロプス・パレオジャパニクス、ピテカントロプス・エレクトス、ピテカントロプス・ソロエンシスなどの原人の化石がブンガワン・ソロ川の河川敷一帯で発見されている。
紀元前70000年頃から紀元前14000年頃にかけての氷期にはスンダランドは陸地であった。インドネシアが現在のような多島海に姿を現すのは、約1万年前に起こった海水面の上昇によって、それまでジャワ・スマトラ・カリマンタンなどをアジア大陸に繋いでいたスンダランドが水没してからのことである。紀元前12000年頃から紀元前4000年にかけて約8000年間にわたる海面上昇によりスンダランドは海底に没した。
紀元前2500年から紀元前1500年頃にかけて、中国西南地方から移住した民族があり、水稲耕作を行っていた。
後にインドネシアとなる東南アジア島嶼部には、紀元前2千年紀からオーストロネシア語族に属する言葉を話すマレー系の民族が渡り、各島に定着していった。

## ヒンドゥー化と仏教の伝来

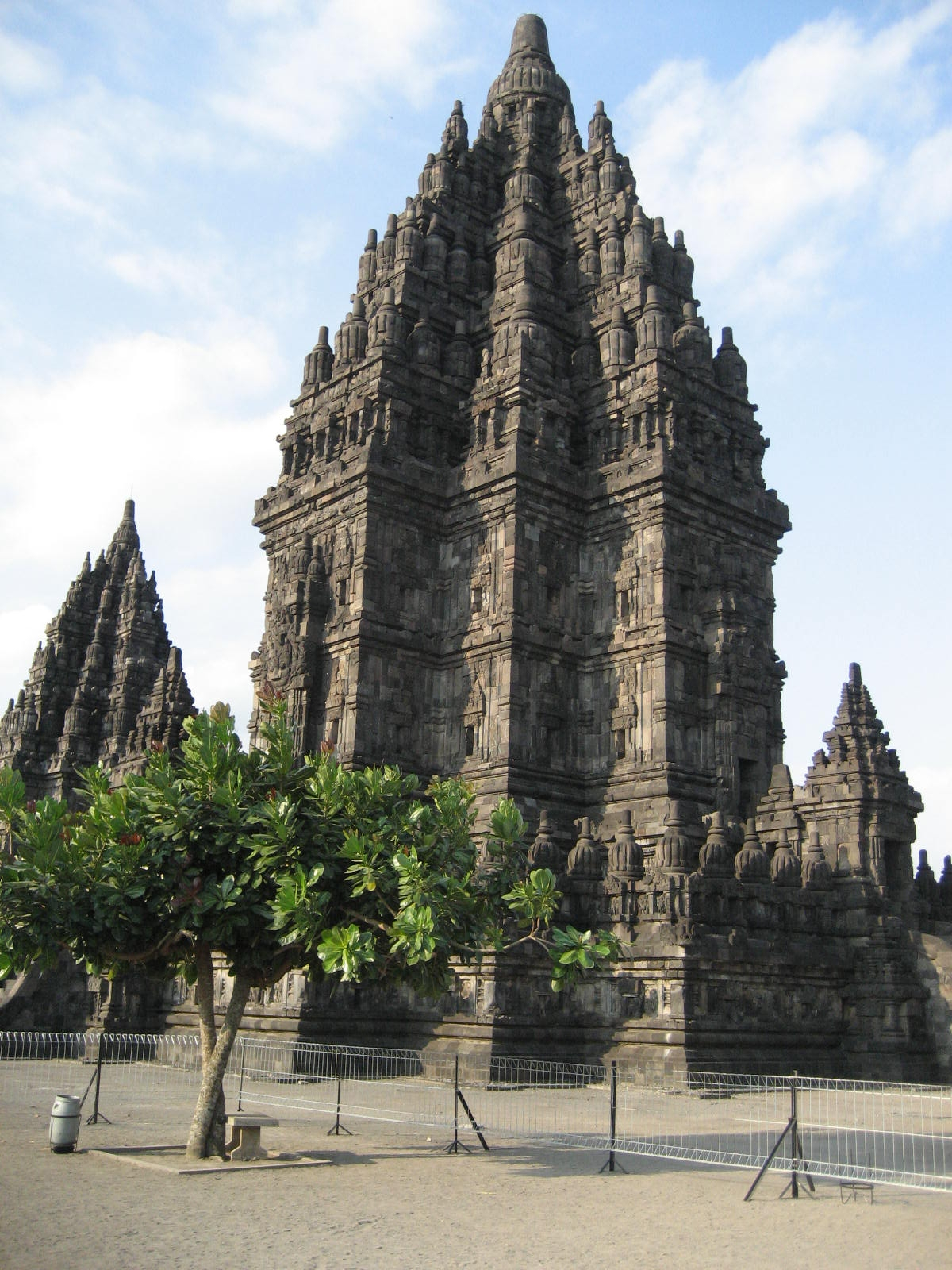
古マタラム王国期のプランバナン主寺院。

紀元前1世紀の頃からはインド洋を渡ってインドの商人たちが訪れるようになり、ヒンドゥー教の影響を受けた独自の文化が発展し始め、5世紀頃から、ボルネオ島東部にクタイ王国、西部ジャワにタルマヌガラ王国が繁栄し始める。クタイ王国は、インドからマカッサル海峡、フィリピン、中国に抜ける交易ルートに位置していたためにインドからの船が寄航し中継貿易の利で繁栄したと思われる。
535年、クラカタウが噴火。535年から536年の異常気象現象の原因となった。
7世紀にジャワ島西部にスンダ族がスンダ王国（669年–1579年）を建国。
7世紀から11世紀にかけてスマトラ島南部パレンバンを本拠とするシュリーヴィジャヤ王国（7世紀-13世紀）がマラッカ海峡を制圧し、南海貿易をコントロールし仏教文化が栄え繁栄を極めた。
ジャワでは、8世紀前葉に古マタラム王国とシャイレーンドラ朝（8世紀-9世紀）が建国された。シャイレーンドラにより8世紀末から9世紀初めにジャワ島の中部に建設されたボロブドゥール寺院は、底部の一辺が120m、高さ約42mという巨大な大乗仏教の石造ストゥーパである。カンボジアやベトナム南部のチャンパ王国まで遠征したという説があるが、もともとインドネシア半島にいたオーストロネシア系の人々を指すとする見解が近年は有力である。
古マタラム王国は、10世紀初め頃まで続き、壮大なヒンドゥー寺院であるプランバナン寺院群を建設した。
929年には、東部ジャワにクディリ王国が建国され、交易の利権を巡って、ダルマヴァンシャ王がシュリーヴィジャヤの覇権に挑んだが、結局1016年にダルマヴァンシャが殺害されて、シュリーヴィジャヤの勝利に終った。しかし、1025年に南インドを支配していたチョーラ朝のラージェンドラ1世の軍勢の遠征でシュリーヴィジャヤは打撃を受けたことで衰退することになる。

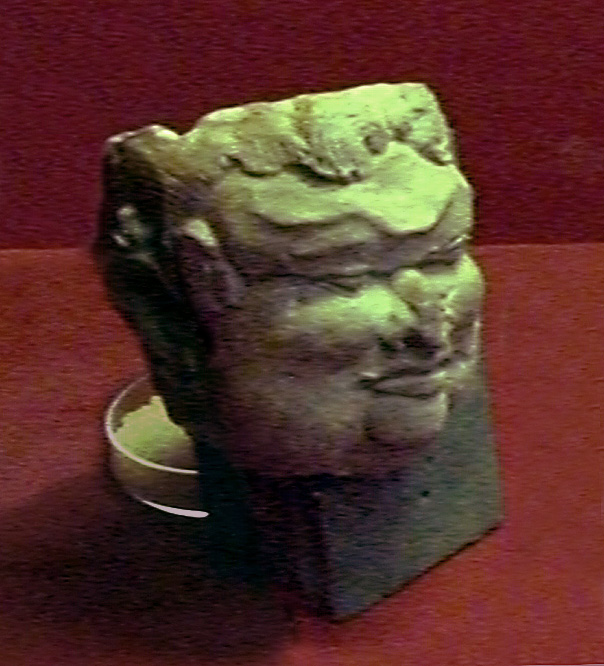
マジャパヒト王国の宰相ガジャ・マダのテラコッタ・マスク。

その後、ジャワでは、1222年にケン・アロクによって、シンガサリ朝が建国された。最後の王クルタナガラのとき、モンゴル帝国、元朝の使者が来たが、その顔に刺青を入れて送り返したので、元の大ハーン、皇帝クビライは報復として大軍を派遣した。ジャワ島は元の遠征（モンゴルのジャワ侵攻）で被害を受けたが、やがて元軍を撃退したラデン・ウィジャヤが1292年にマジャパヒト王国を建国した。
マジャパヒトは、名宰相ガジャ・マダのもと、14世紀から15世紀にかけて繁栄した。1365年に完成させた古ジャワ語の韻文叙事詩『デーシャワルナナ Desawarnana（地方の描写）』（通称『ナーガラクルターガマ Nāgarakertāgama（聖なる教えによって完成された王国））』は、ジャワ島東部を本拠として今日のほぼインドネシア全域、フィリピンの一部やマレーシアを含めた広大な版図を支配したとする。これは史書の筆法に過ぎず、それぞれの地域に一時的に影響力を行使した可能性は残るものの、これらの領域を同時に支配したわけではない。

## イスラーム化の時代
東南アジアの諸王朝でイスラームの受容が始まるのは、13世紀末頃のスマトラ島北部においてであり、その中心地はパサイ王国だった。これに先だって、既に11世紀頃にはムスリム商人の往来が始まっており、彼らは現地の支配者層と密接な関係を築いていた。
ヒンドゥー教国だったマジャパヒト王国では、その末期に王クルタウィジャヤが、チャンパからムスリムの公主を息子のブラウィジャヤの妃に迎え、また、国内ではイスラームへの改宗を容認した。15世紀にマジャパヒト王国を訪れた明の鄭和は雲南出身のムスリム中国人であった。クルタウィジャヤはムスリムの経済力に太刀打ちできず、王朝の権威は低下したがイスラーム化はしなかった。
ジャワ島におけるイスラーム国家成立の歴史は、15世紀末に建国されたドゥマク王国に始まる。ドゥマク王国は、1478年にマジャパヒト王国のブラウィジャヤ王に宗主権を認めさせた。また、ジャワ北岸のイスラム化した港市国家もマジャパヒトから離反し、内陸部に勢力を持つマジャパヒト王国は、海岸に面した良港を持つ北岸の諸国への影響力を失った。ドゥマク王国は16世紀前半にマジャパヒト王国を倒して、ジャワ島で最初のイスラーム国家になった。ジャワ島西部でも、ドゥマク王国の支援を受けたバンテン王国がイスラームを受容し、ジャワ島全域でイスラームが浸透していった。
ジャワ島で活発な布教活動を行なったのはワリ・サンガ（九聖人）といわれるスーフィー聖者たちであり、彼らはジャワ島の各地にプサントレンを作って、そこを拠点にジャワ人子弟を教育し、民衆レベルでのイスラーム浸透に積極的な役割を果たした。
スマトラ島では、15世紀末には既に独立していたアチェ王国がイスラーム化しており、この海域での交易の中心地として発展を遂げた。また、16世紀前半には、マラッカ海峡に面するスマトラ東岸のほとんどの港市がイスラームに改宗していた。

## オランダ領東インドの形成
16世紀になると、大航海時代のヨーロッパ勢力が香辛料貿易の利益を求めてこの地域に現れるようになった。
1602年、オランダ東インド会社がジャワ島に進出し、オランダによる植民地化の時代が始まる。オランダ人たちは前世紀にこの地域に到達していたポルトガルや、同じ時期にやってきた競争相手のイギリスを追いやってこの地域における主導権を握り、長い時間をかけて次第に支配地を現在のインドネシアの領域全体へと拡大していった。

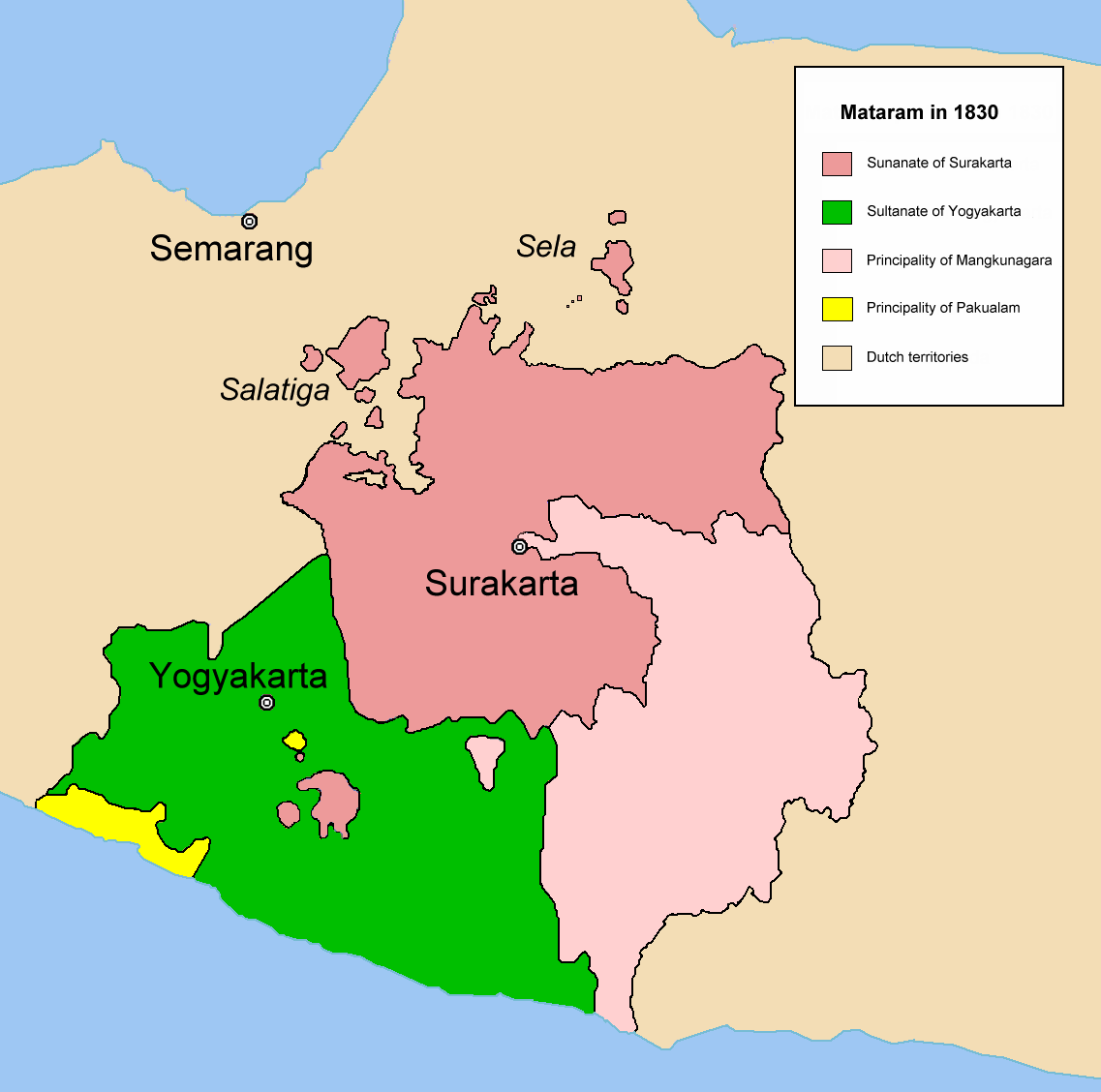
マタラム王国の分割

その拠点として1619年に制圧されたのがバンテン王国の首都ジャカルタであり、オランダ人はこの町をバタヴィアと改名した。
1660年よりオランダ東インド会社は、スラウェシ島のマカッサル西海岸でゴワ王国との戦争に突入し、1669年にスラウェシ島支配に関するボンガヤ条約が締結された。1665年から1667年にかけての第二次英蘭戦争で、バンダ諸島のラン島（香辛料貿易）とニューネーデルラント植民地のニューアムステルダム（毛皮貿易）の自治権とを交換して獲得し、香辛料貿易（ナツメグ、クローブ等）の独占を図った。イギリスは既に種子を持ち出しており、1815年頃からモーリシャスやグレナダなどでプランテーションを開始すると、香辛料はありふれた商品となってバンダ諸島の価値は相対的に下がっていくことになった。
18世紀には3次にわたるジャワ継承戦争（第1次ジャワ継承戦争（1704年～1708年）、第2次ジャワ継承戦争（1719年～1723年）、第3次ジャワ継承戦争（1749年～1757年））と華僑虐殺事件（1740年）によってマタラム王国が4分割されてオランダ東インド会社の保護下に組み入れられると、ジャワ島全域がその支配下に置かれた。1825年にはスルタン家のディポヌゴロがオランダへの反乱を起こすが、1830年に鎮圧されている（ジャワ戦争）。
19世紀に入るとナポレオン戦争によるオランダ本国の混乱もあって一時支配力が弱まるが、オランダ東インド会社が解散されてオランダ本国による植民地直接統治が始まり、オランダ人によるプランテーション経営が広まって経済的な搾取は強まっていった。
1815年5月5日、スンバワ島のタンボラ山が大噴火。翌年、夏のない年と呼ばれる異常気象に見舞われた。
パドリ戦争（1821年 - 1837年）。
1824年に英蘭協約を締結したが、この条約がアチェ戦争（1873年-1913年）の導火線となり、オランダが勝利してスマトラ島の支配権も確立し、ポルトガル領ティモール（現東ティモール）を除き東インド諸島は全てオランダ領とするのは20世紀に入ってからとなった。
1883年8月26日、クラカタウが噴火（1883年のクラカタウの噴火）。

## インドネシアの形成

### インドネシア民族主義運動の展開
20世紀初頭にオランダは従来の植民地政策を転換し、現地住民の福祉向上と、本国から植民地政府へ権限委譲を進める方針をとった。前時代の純益政策によって、植民地からオランダ本国に莫大な富がもたらされた一方で、過酷な搾取と「愚民化政策」のもとで、現地住民による初等教育の機会や産業の復興が制限され、その結果植民地の現地住民の窮乏化が進んだことを反省し、これまでより多くの恩恵を現地住民にもたらすことで、植民地における経済の復興を目指すという意図で始められたのが「倫理政策」と総称される一連の施策である。
これによって、現地住民には初等教育の機会が与えられ、また、親オランダ的な一部の住民エリートの子弟には、オランダ語での専門教育（行政学、経済学、医学など）の機会も与えられた。彼らの多くは、植民地政府の末端を担う下層行政官や、現地住民の福祉向上を担う医師となって、オランダ人の下で植民地統治の運営の一翼を担った。しかし、これらの一部の親オランダ的なエリートを除く現地住民は、その後も初等教育以上のものを受ける機会は与えられなかった。
そのようにしてオランダ語で教育され、東インドに創設された大学や留学を許されたオランダ本国の大学で学んだ、親オランダ的な一部の学生たちの中から、民族の独立を志す者たちが現れた。その最初期には、ジャワの医学校で学ぶ学生たちを中心に、1908年に結成されたブディ・ウトモ（ジャワ語で「至高の徳」を意味する）のように、教育を通じてジャワ人の社会的地位を向上させようという、穏健な活動が始められた。また宗主国オランダでも、東インド出身の学生たちが東インド協会 (Indische Vereniging) を結成し、出身地方の枠を超えた東インドの民族的一体感に目覚めていった。
1911年に結成されたサレカット・イスラーム（イスラム同盟）は、当初は中国革命の進展によって東インドでの商業活動を俄かに活発化させた華僑商人に対抗して、ジャワのバティック商人が結成したものであったが、組織の主導権が商人層からオランダ語で教育を受けた知識人層に移ると、ジャワ島外にまで支部を結成して、東インド全体に広がる最初の大衆組織となった。サレカット・イスラームの指導者チョクロアミノトは各地で集会を催し、熱気のこもった演説とカリスマ性で熱狂的な人気を博した。
第一次世界大戦を経て、サレカット・イスラームの会員数は200万人を超え、独立と社会主義を掲げるようになった。このように組織の性格が変わった要因として、ロシア革命の成功も挙げられよう。1920年にはアジア初の共産党としてインドネシア共産党（前身は1914年にスマランで結成された東インド社会民主主義同盟）が成立し、コミンテルンに加盟した。インドネシア共産党は原住民党員をサレカット・イスラームに加入させ、その組織内部で共産党の影響力を強めていくという方針を立てた。その結果、サレカット・イスラーム内の主流派と共産派の対立が激化し、民族主義運動の潮流は分裂し、大衆の運動離れを招いた。サレカット・イスラームから排除されたインドネシア共産党は、その地方支部が1926年から1927年にかけて散発的に起こした武装蜂起によって、植民地政府による弾圧を招いた。党の指導者は海外へ逃亡するか、東インドに潜伏するなどしたため、以後の民族主義運動は、スカルノらが1927年に結成したインドネシア国民党など、世俗主義を掲げる民族主義団体によって担われていくことになった。
戦前のインドネシア民族主義運動の頂点となったのは、1928年10月27日に開催されたインドネシア青年会議における「青年の誓い」採択だった。
1. われわれインドネシア青年男女は、インドネシア国というただ一つの祖国をもつことを確認します
2. われわれインドネシア青年男女は、インドネシア民族というただ一つの民族であることを確認します
3. われわれインドネシア青年男女は、インドネシア語という統一言語を使用します

ここにいたって、独立を求める人々は、オランダ領東インドの国名として、「インドネシア」の名を選び取り、この地域に住む様々な民族をインドネシア人として統一し、独立を達成する、という決意を内外に示したのである。

### 第二次世界大戦と日本軍政
太平洋戦争（大東亜戦争）最中の1942年2月、日本軍の侵攻によってオランダの植民地支配は崩壊した。東インドを占領した日本は、日本陸軍の今村均中将により全域を軍政支配下に置いた。石油を始めとする天然資源の確保のため、軍政に現地住民の協力をとりつける必要があったこともあり、今村中将による軍政下ではインドネシア人に対する緩和政策を基本とし、大東亜政略指導大綱に基づき東インドを大日本帝国領土とすることが決定された。
そのため、オランダによって捕らえられ、流刑先にあったスカルノやハッタらの民族主義運動の指導者を解放し、またナフダトゥル・ウラマーなどイスラーム系諸団体の宗教指導者らに協力を要請し、彼らの指導力を利用して、物的・人的資源の調達を図ろうととした。一方の民族主義運動の指導者たちも、軍政当局によって与えられた地位を活用して民衆に語りかけ、その民族意識を鼓舞した。そうした活動によって、スカルノらは民族の指導者としての地位を確立していった。
これに併せて日本は、オランダ支配下で迫害されていたイスラム教の存在を認め、イスラム教徒による活動を自由化した他、オランダが行っていたオランダ語による初等教育、高等教育に変わって、インドネシア語と日本語による教育を行った。
1942年4月、日本は、それまでオランダ領東インドで設置されていた人種別の複数種類の第一審裁判所のうち地方裁判所(Tihoo Hooin（地方法院）=Landraad)のみを残して一本化し、他は廃止した。欧州人専用の訴訟法も無効となった。
また、軍政当局は東インドにおける兵力不足を解消するために、兵補や郷土防衛義勇軍を設立して、現地住民の子弟たちに軍事教練を施した。その訓練は苛烈を極めたが、これらの軍事教育を受けた青年たちが、次の独立戦争でオランダと戦うインドネシアの軍事組織の将校団を形成していくことになった。
インパール作戦の失敗によって戦況が悪化すると、日本はインドネシアの独立を認める方針に変更した。それまでは大東亜会議にインドネシア代表を招かないなど帝国領土への編入を前提とした方針をとっていたが、1944年9月にはインドネシア国旗の掲揚と国歌の斉唱を解禁した他、1945年3月には独立準備委員会を発足させた。同委員会は同年8月19日にスカルノとハッタ、ラジマンによって独立宣言するという方針を決定し、軍政当局や日本政府もこれを承認した。

### 独立戦争
しかし、1945年8月15日に日本がオランダを含む連合国軍に降伏し、念願の独立が反故になることを恐れたスカルノら民族主義者は同月17日にジャカルタのプガンサアン・ティムール通り56番地のスカルノ邸の前でインドネシア独立を宣言し（独立宣言文の日付は皇紀を用いている）、スカルノが大統領に選出された。独立宣言は他民族によるインドネシアの民族および国に対するあらゆる形の植民地支配から独立し、自由になることの声明であった。
1945年8月18日、インドネシアは憲法を制定・公布・施行し、その経過規定第2条において、日本軍政期に有効であった法制度は引き続き有効である旨規定された。言い換えると、日本軍の侵攻前のオランダ領東インドの法制度に戻ることはなかった。
しかしオランダはこの独立宣言とスカルノの大統領就任を無効とし、独立を目指すスカルノやハッタらの民族主義者やブントモらの軍人と、日本軍の武装解除を行ったイギリス軍、および植民地支配再開を願って戻って来たオランダ軍の間で4年にわたってインドネシア独立戦争が展開された。
戦前のオランダによる峻烈な搾取を排除し独立を目指す人々の戦意は高く、刀剣、竹槍、棍棒、毒矢、罠などの武器の他、降伏後に日本軍が去ってオランダやイギリスの管理下に置かれた兵器庫から奪ったり、降伏を潔しとしない日本軍人の一部が横流しした武器・弾薬で武装し、様々な手段で連合軍を苦しめた。なお独立派には、日本軍政下で独立派への軍事教練を行っていた日本軍人が2000人加わり、訓練や教育、宣撫に活躍し、その半数は戦死したものの戦闘に参加した者もいた。
この戦争の結果、疲弊消耗の極に達したオランダ軍はようやく再植民地化を諦め、1949年12月国連の斡旋でデン・ハーグで行なわれたオランダ-インドネシア円卓会議（通称、ハーグ円卓会議）によりオランダは正式にインドネシア連邦共和国 (Republik Indonesia Serikat) 独立を承認した。

## 独立後のインドネシア

### 議会制民主主義期

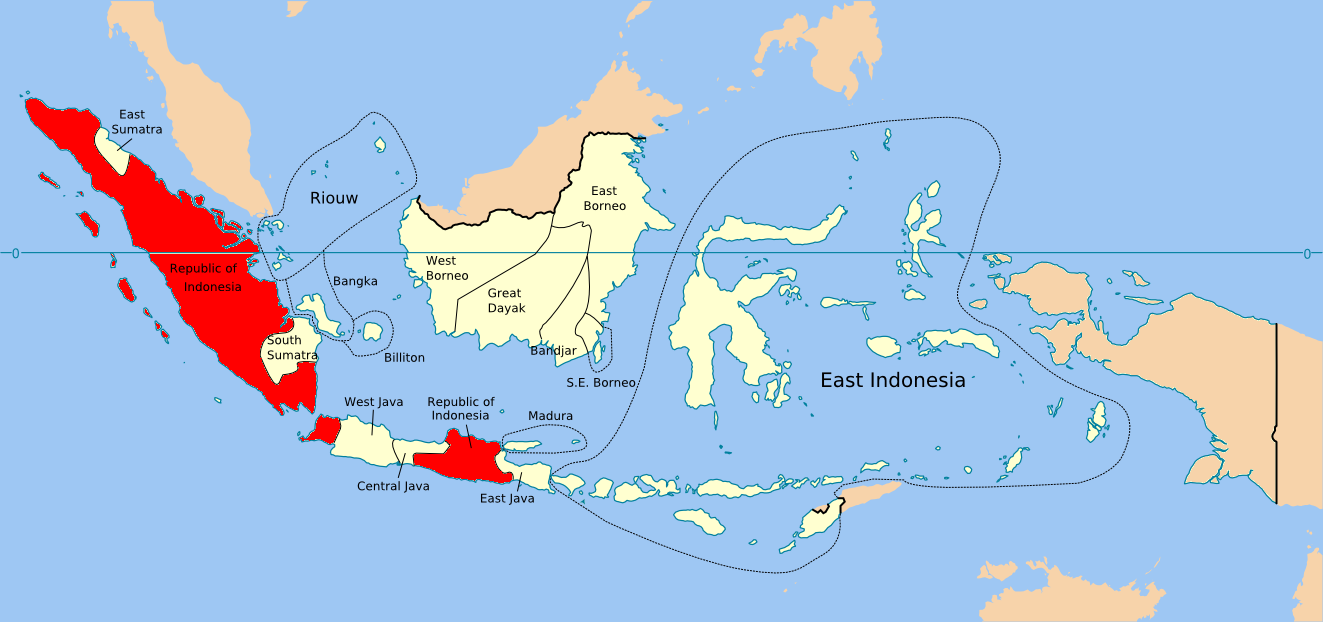
インドネシア連邦共和国（赤い部分がインドネシア共和国領）

1949年12月27日、ハーグ協定の署名式が行われ、この日に主権はオランダからインドネシア連邦共和国に委譲された。この連邦共和国は、16の国・自治地域から構成され、各構成国・自治地域は以下の通りである：インドネシア共和国、東インドネシア国、パスンダン国、東ジャワ国、マドゥラ国、東スマトラ国、南スマトラ国、中部ジャワ自治国、バンカ自治国、ビリトン自治国、リアウ自治国、西カリマンタン特別地域、大ダヤク自治国、バンジャル地域、東南カリマンタン、東カリマンタン。そのうちインドネシア共和国は、ジャワの約半分とスマトラの大部分を有し、人口でも、連邦共和国全体で4600万人のうち、3100万人を占めていた。
インドネシア共和国以外の構成国の多くは、独立戦争の最中にオランダが自らを利するために現地支配者層と結んで作った傀儡国家であった。しかし、独立戦争末期にはこれらの諸国でも「オランダ離れ」が進んでおり、政治指導者たちの間でも、オランダよりもインドネシア共和国と協調したほうが現実的であると考えられるようになっていた。自治国の一つだったパスンダン国のバンドンで、元蘭印軍大尉ウェステルリンクの私兵Legioen van Ratu Adil（APRA）が破壊活動を行うなどの逆行する流れもあったが（en:APRA coup d'état）、1950年1月、このパスンダン国は解散し、共和国に合流した。同年3月には他の11国がこれに倣い、最終的には同年8月15日、連邦共和国は解散されて、残りの国も含めた単一のインドネシア共和国が発足した。同日にインドネシア共和国暫定憲法（以下、1950年憲法と略す）を公布・施行し、議会制民主主義のもとで国政を運営していくことになった。
なお、ハーグ協定によって、インドネシア連邦共和国とオランダは、オランダ女王を首長とするオランダ・インドネシア連合 (Uni Belanda-Indonesia) を形成すると規定されていたが、1951年1月にはインドネシア国民党を始めとする諸政党が連合破棄を求め、1954年8月、このオランダとの連合国家の解消が宣言された。
1956年にはハーグ協定を正式に破棄して、西側に属するオランダと決別し、非同盟中立国家として歩むことを目指した。さらに1957年12月には、植民地時代から蓄え続けていた自らの利権を死守すべくインドネシア国内に残っていたオランダ人を追放した。
インドネシアは、オランダによる地域の統合をそのまま引き継いだ為、民族や文化に統一的なアイデンティティを求めることは難しかった。1955年9月29日に実施されたインドネシアでの国民議会議員選出の最初の総選挙（および12月15日の制憲議会議員選挙）には、様々な支持母体を持つ政党が参加し、3900万人以上のインドネシア国民が投票を行った。その結果は、インドネシア国民党、マシュミ、NUナフダトゥル・ウラマー党、インドネシア共産党の4大政党が票を分け合い、複雑な政治的対抗軸を形成した。民族・宗教・イデオロギーを異にする政党同士に妥協の余地は少なく、議会は空転し、この時期の内閣はいずれも短命に終わった。
また、独立戦争期を通して、行政や国軍の内部では権力の分散化が進み、中央政府あるいは軍中枢からの統制は、必ずしも地方に及んでいなかった。イスラーム国家の樹立を目指すアチェ州のダウド・ブルエの反乱は独立戦争の最中から1965年まで続き、西ジャワのセカルマジ・マリジャン・カルトスウィルヨのダルル・イスラーム運動（1962年銃殺）、南スラウェシ州のカハル・ムザカルの反乱、そして1956年から1958年まで続いた西スマトラのプルメスタの反乱および同年から1961年まで継続して活動したインドネシア共和国革命政府など、インドネシアは国家分裂の危機に瀕していた。
この当時のスカルノは、1955年に開催された第1回アジア・アフリカ会議（バンドン会議）を主催するなど、国際政治の場面では非同盟諸国のリーダーとして脚光を浴びていたが、国内政治においては、大統領に強大な権限を与えない1950年憲法のもとで、リーダーシップを発揮できない状態にあった。
議会制民主主義の機能不全や、政党政治家たちの腐敗を目の当たりにして、スカルノは国軍司令官スディルマンの協力を得て、1959年7月、制憲議会の解散と、大統領に強大な権限を与える1945年憲法への復帰を宣言した。

### スカルノ・指導される民主主義期

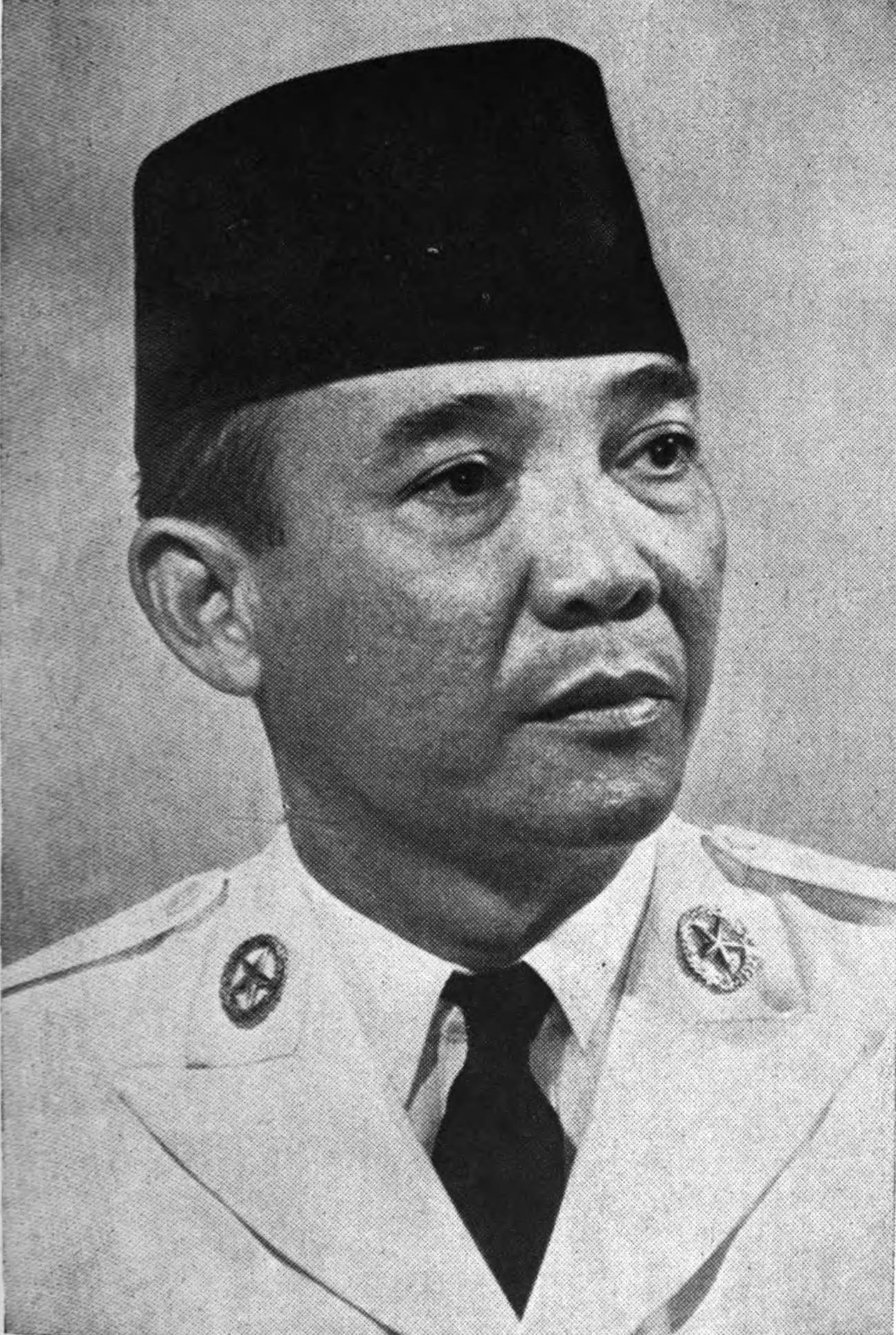
スカルノ大統領。

1945年憲法を復活させたスカルノが、自らのリーダーシップを維持しようとしていたこの時期、盛んに唱えていたのが「ナサコム NASAKOM」というスローガンである。これは民族主義 (Nasionalisme)、宗教 (Agama)、共産主義 (Komunisme) の各勢力に支持を訴え、挙国一致して国難を乗り切ることを目指すものであった。
「民族独立の父」としての地位、民衆を熱狂させたという弁舌の才とカリスマ性を持ちながら、スカルノは自らの特定の支持基盤を持っていなかった。また、独立後から内紛を続けてきたインドネシア国軍は、ナスティオンらによる合理化によって組織の求心力を高めることに成功しつつあり、スカルノにとって国軍は政治的脅威を与える存在となっていた。これを牽制するために、スカルノはインドネシア共産党に接近し、その大衆動員力を頼りにした。国軍と共産党は対立関係にあり、スカルノはその両者の調停役として振る舞うことによって、自らのリーダーシップを維持しようとした。
1961年12月、オランダの植民地として維持されていたニューギニア島西部（イリアンジャヤ）に「西イリアン解放作戦」として空挺部隊を派遣し、オランダとの戦闘の挙句これを占領した。国際連合の調停の結果停戦し、国連の暫定統治の後、1963年5月、その施政権がインドネシアに移管された。この併合に反対する自由パプア運動やen:National Committee for West Papuaがインドネシア政府に反旗を翻し、パプア紛争（1963年–現在）が起こった。
また、1963年にマラヤ連邦が北ボルネオ（現在のサバ州）をイギリスから譲り受けてマレーシアが建国されると、スカルノはこれをイギリスによる新植民地主義の現れであると非難し、「対決政策」を宣言した。インドネシアは「マレーシア粉砕」をスローガンに掲げて、マレーシア領へ侵入するなど、一触即発の事態となった。翌年に領有を主張するフィリピンも含めた3者が東京で会談するなどの外交的解決が模索されたが、最終的に現状維持で決着するには後述のスハルトの政権掌握を待たなければならなかった。
この対決政策によって、インドネシアはアメリカ合衆国とIMFからの経済援助を停止され、国際社会から孤立していった。スカルノは急速に中国に接近する。

1965年1月7日、国連を脱退した。

1965年の独立記念日（8月17日）には、世界銀行とIMFからの脱退も宣言した。
そのようにして対外政策が進んでいる間にも、インドネシア国内の経済状態は悪化し、インフレによる物資高騰は民衆の生活を苦しめた。

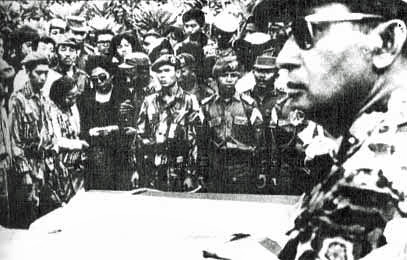
6将軍の葬儀に出席するスハルト（1965年10月2日）

こうした状況に国軍主流派や一部の政党政治家、経済テクノクラートらは危機感を強め、スカルノと共産党に対する不満が高まっていった。このように緊張した政治環境の中で発生したのが9月30日事件だった。この事件は、1965年9月30日深夜から翌未明にかけて、共産党シンパの国軍部隊と、共産党傘下の組織が国軍幹部の6将軍を殺害したことに端を発する。陸軍戦略予備軍司令官だったスハルトがこれをすぐに鎮圧したため、左派勢力による政権奪取は失敗し、クーデター未遂事件として終わった。共産党に肩入れしていたスカルノは苦しい立場に追い込まれ、事態を回復するための一切の権限をスハルトに与えることになった。これを受けてスハルトは共産党員およびそのシンパを殺害、拘束し、国内の左派勢力を物理的に解体した。東南アジアで最大規模を誇ったインドネシア共産党が壊滅したことは、国内政治のみならず、冷戦期におけるこの地域の勢力図を一変させた。

1966年9月にインドネシアは国連に復帰した。その後、スカルノは事件への関与を疑われる厳しい立場に追い込まれ、国軍が煽動する反スカルノの民衆運動によって辞任への圧力を受けた。

1967年3月、スカルノは終身大統領の地位を剥奪された。

### スハルト・新体制期

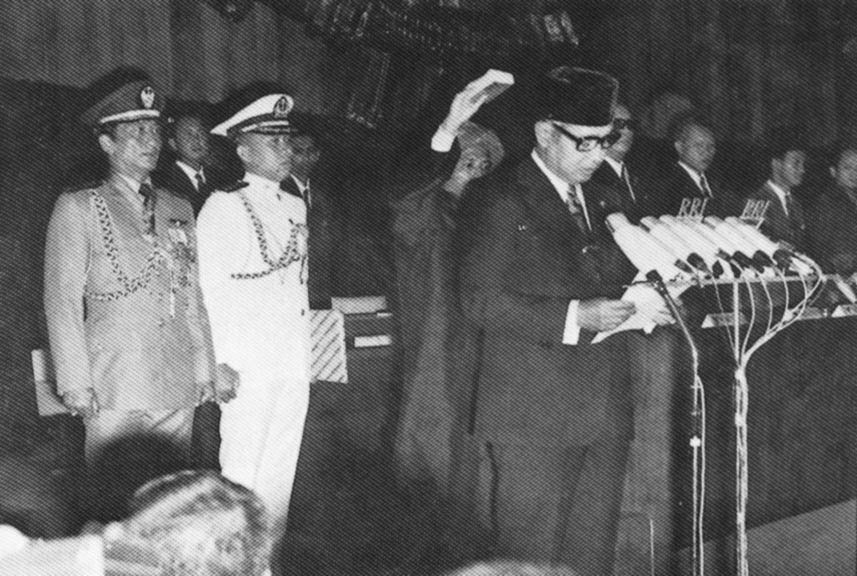
スハルトの大統領就任式

1968年3月、スハルトが第2代大統領に就任した。スハルトはスカルノ政権の外交路線を覆し、反共の姿勢を明らかにして西側諸国に接近、規制緩和と開放経済体制を旨とする経済再建策を打ち出した。
スカルノ体制から引き継いだ累積債務の処理について検討する IGGI (Inter-Governmental Group on Indonesia) が1966年に結成され、以後、この債権国グループと世界銀行を中心として、インドネシアへの経済援助を討議する枠組みが形成された。1967年2月にIMFへ再加盟、同年4月には世界銀行にも再加盟した。
インドネシア共産党を始めとする国内の左派勢力を一掃し、スカルノと同様に、大統領に強大な権限を付与する1945年憲法体制を引き継いだスハルトであったが、政権初期には政治的ライバルが少なくなかった。国軍内部にはなおもスカルノ派将校が存続しており、これらの将校を左遷したり粛清したりしつつ、スハルトが国軍を自らの支持母体として確立するのは1969年になってからのことだった。
また、スハルトは政権の正統性を内外に示すために、1971年に総選挙を実施することを決定した。この選挙に臨むにあたって、スハルトは1969年に新しい選挙法を制定し、自らの支持母体としてゴルカルを選挙に参加させることにした。1971年7月3日に実施された選挙はゴルカルの圧勝に終わり、政党勢力の後退を決定づけた。その後、政権のイニシアチブによって既存の諸政党はインドネシア民主党か開発統一党のいずれかに統合されることになり、党としての凝集性を失い、内紛の絶えない万年野党としての地位に甘んじるほかなくなった。
このようにしてスハルトは政権基盤を安定化させることに成功し、「安定と秩序」のもとで経済発展を目指す「開発独裁」を推し進めていった。
司法権の基本制度に関する1970年第14号法律により、日本軍政時代に一本化された裁判所の系列は、通常裁判所、宗教裁判所、軍事裁判所、国家行政裁判所の4系列となった。
1974年4月にポルトガルで左派政権が成立し、海外植民地の放棄を宣言すると、東ティモールでも、インドネシアとの併合を主張するティモール人民民主主義協会を押さえて、完全独立派の東ティモール独立革命戦線（フレテリン）が全土を制圧し、1975年11月28日、東ティモール民主共和国として独立を宣言した。これにインドネシア政府が武力介入し、東ティモールの併合派を支援して、インドネシアとの併合を宣言させ、1976年7月17日、東チモールは27番目の州となった。その後、フレテリンはゲリラ戦に移り、地下活動を継続しながら、東ティモールの独立を目指していくことになった。
また、元々人口の多かったジャワ島とバリ島の人口過密が問題になると、これらの住民をスマトラ島、ボルネオ島（カリマンタン）、ニューギニア島、モルッカ諸島といった周辺島嶼への移住・入植を奨励した。ジャワ島の住民が各島嶼へ散らばったことによって、ジャワを中心とする統一したインドネシアの観念が広がったが、入植した各地で元の住民との軋轢が生じた。
1979年9月12日、イリアンジャヤ西部でマグニチュード6.7の強い地震があり、沿岸地域の多数の建物が水没するなどの被害が出た。
スハルト政権は30年の長きにわたって続いたが、1997年にアジア通貨危機が起こって経済が危機に瀕すると国民の不満が爆発、民主化を求める市民の群れは、ジャカルタを中心に暴動に発展し、中華街が暴徒によって破壊されるなど、大混乱に陥った（翌1998年5月のジャカルタ暴動）。そのためスハルトは1998年に大統領辞任に追い込まれた。

## ポスト・スハルトと民主化

### ハビビ政権
スハルトから大統領職を譲られたハビビは、民主化改革を推進し、報道の自由化や政治犯の釈放、政治結社の自由化などを打ち出した。
このように政治的自由化を進めるとともに、それまでの中央集権による地方統治方式も改め、地方政府に大幅な権限を譲渡する新地方行政法、中央・地方財政均衡法を制定した。また、従来地方を押さえ込んできた内務省と国軍地方師団による「領域管理」も改められた。
こうした一連の地方行政改革によって、インドネシアは、経済状況の悪化や国内の政治的不安定、東ティモール問題など、多くの課題を抱えており、その評価は分かれている。
マルク諸島ではムスリムとクリスチャンの紛争が虐殺に発展（マルク諸島・アンボンの宗教紛争）、アチェでは分離運動が激化して国軍が介入し内戦化（Insurgency in Aceh）、東ティモールでは住民同士あるいは住民と国軍の衝突が起き（東ティモール紛争）、社会不安はかえって深まった。
東ティモールは1999年に住民投票で特別自治権提案が拒否され、独立が事実上決定したが、インドネシア治安当局が反発し武装勢力を使った破壊工作が行われ、国連平和維持活動の介入を見るに至った。その後、国連暫定統治を経て2002年に東ティモールは独立した。

### ワヒド政権
1999年、議会の総選挙が行われるとスカルノの長女メガワティが率いる闘争民主党が圧勝し、国民が変革を求めていることが明らかになった。同年秋の議会による大統領選ではイスラム指導者（ウラマー）の団体ナフダトゥル・ウラマーの議長アブドゥルラフマン・ワヒドが当選し、メガワティは副大統領に収まる。
しかしワヒド大統領は国民の期待に反して混乱終結に向けてほとんど有効な手を打つことができず、2001年に罷免に追い込まれた。

### メガワティ政権
かわって就任したメガワティ大統領は、アチェに対して戒厳令を敷くなど断固たる態度をとったが、経済問題に対する無策から国民の信頼を失い、2004年秋の初の国民直接投票による大統領選挙では国軍出身のユドヨノが大統領に当選した。

### ユドヨノ政権
2004年12月末、スマトラ島沖地震が発生して、地震と津波によってアチェを中心としたスマトラ島沿岸が壊滅した。国際緊急救援活動が行われたが、100年ぶりとも言われる津波被害は甚大であった。翌2005年に入ってニアス島沖でも余震と思しき地震が起こり、再び被害を与えた。
ユドヨノはまず地震対策に追われることとなるが、被害が甚大であるはずのアチェには、国際機関が大規模に介入しないよう工作した。8月に政府はアチェと和平を結び、アチェ側の武装解除を条件に国軍を撤収させた。
2006年7月23日午後3時22分頃、スラウェシ島沖でマグニチュード(M)6.6の地震があった。